# 西山飯店

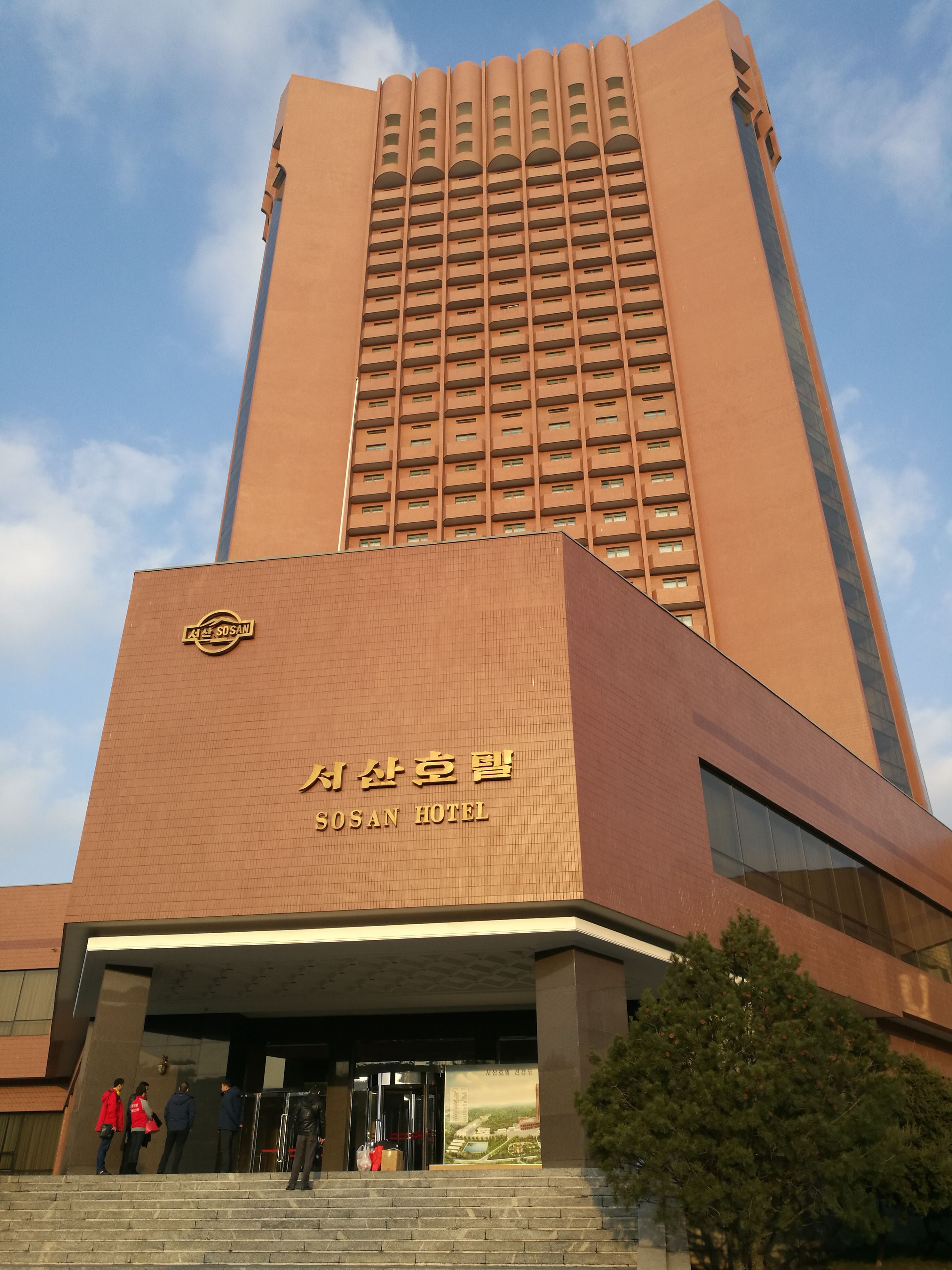
朝鲜平壤的西山饭店

西山飯店（：／ Seosan Hotel）是朝鮮平壤市的一座一級酒店，因坐落於大同江、普通江交匯的西山山頭之上而得名。飯店於1989年建成，其直接目的是為第13屆世界青年與學生聯歡節的參與者提供食宿。樓體高約95米，有30層，510個間客房。距平壤站約4公里。